# 栃木県第3区
栃木県第3区（とちぎけんだい3く）は、日本の衆議院議員総選挙における選挙区。1994年（平成6年）の公職選挙法改正で設置。

## 区域
2013年（平成25年）公職選挙法改正以降の区域は以下のとおりである。
- 大田原市
- 矢板市
- 那須塩原市
- 那須烏山市
- 那須郡

1994年（平成6年）公職選挙法改正から2013年の小選挙区改定までの区域は以下のとおりである。
- 大田原市
- 矢板市
- 黒磯市
- 那須郡

## 歴史
中選挙区時代に強固な地盤を有していた渡辺美智雄を父に持つ渡辺喜美が第46回まで盤石の選挙戦で連続当選し続けており、第44回・第46回以外は他党は対立候補を立てることさえままならずにいた。いずれの選挙も渡辺が6割以上の得票率で他党候補者を圧倒しており、典型的な無風区であった。特に第45回では主要政党が擁立を見送ったことで与党空白区・共産空白区となり、衆議院議員選挙としては戦後初の無投票当選の可能性もあったが、幸福実現党が候補を立てたため実現しなかった。この選挙の惜敗率4.93%は過去の衆議院選挙の中で2番目の無風選挙であった。
しかし第47回では公示直前にみんなの党が内紛により解党し、渡辺自身も8億円借り入れ問題などが表面化して逆風の中、無所属での選挙戦になった。その結果、前回比例復活の簗和生が当選。渡辺は約1万1千票差をつけられて落選し、「渡辺王国」は崩壊した。さらに2017年の第48回では参議院に鞍替えしていた渡辺が再び衆議院への鞍替えを画策したが失敗、希望の党は渡辺の妹の渡辺美由紀を擁立したが簗が前回よりも票を伸ばし比例復活も許さず当選した。
2021年の第49回でも、立憲民主党の新人に対し簗が更に票を伸ばして当選した。
2024年の第50回を前に簗は5年間で計1746万円の不記載額が明らかとなり、党は役職停止半年と停止明けの総選挙では比例重複なしの処分となり、総選挙でも保守系無所属新人に178票差まで詰め寄られたが辛くも当選を果たした。

## 小選挙区選出議員
| 選挙名                 | 年     | 当選者   | 党派       |
| ---------------------- | ------ | -------- | ---------- |
| 第41回衆議院議員総選挙 | 1996年 | 渡辺喜美 | 自由民主党 |
| 第42回衆議院議員総選挙 | 2000年 | 渡辺喜美 | 自由民主党 |
| 第43回衆議院議員総選挙 | 2003年 | 渡辺喜美 | 自由民主党 |
| 第44回衆議院議員総選挙 | 2005年 | 渡辺喜美 | 自由民主党 |
| 第45回衆議院議員総選挙 | 2009年 | 渡辺喜美 | みんなの党 |
| 第46回衆議院議員総選挙 | 2012年 | 渡辺喜美 | みんなの党 |
| 第47回衆議院議員総選挙 | 2014年 | 簗和生   | 自由民主党 |
| 第48回衆議院議員総選挙 | 2017年 | 簗和生   | 自由民主党 |
| 第49回衆議院議員総選挙 | 2021年 | 簗和生   | 自由民主党 |
| 第50回衆議院議員総選挙 | 2024年 | 簗和生   | 自由民主党 |

## 選挙結果
時の内閣：第1次石破内閣 解散日：2024年10月9日 公示日：2024年10月15日
当日有権者数：23万5288人 最終投票率：52.92%（前回比：0.85%） （全国投票率：53.85%（2.08%））
| 当落 | 候補者名   | 年齢 | 所属党派   | 新旧 | 得票数   | 得票率 | 惜敗率 | 推薦・支持               | 重複 |
| ---- | ---------- | ---- | ---------- | ---- | -------- | ------ | ------ | ------------------------ | ---- |
| 当   | 簗和生     | 45   | 自由民主党 | 前   | 45,546票 | 37.39% | ――     | 公明党推薦               |      |
|      | 渡邊真太朗 | 31   | 無所属     | 新   | 45,368票 | 37.24% | 99.61% |                          | ×    |
|      | 伊賀央     | 60   | 立憲民主党 | 新   | 30,913票 | 25.37% | 67.87% | 社会民主党栃木県連合支持 | ○    |

時の内閣：第1次岸田内閣 解散日：2021年10月14日 公示日：2021年10月19日
当日有権者数：24万1014人 最終投票率：52.07%（前回比：1.59%） （全国投票率：55.93%（2.25%））
| 当落 | 候補者名 | 年齢 | 所属党派   | 新旧 | 得票数   | 得票率 | 惜敗率 | 推薦・支持 | 重複 |
| ---- | -------- | ---- | ---------- | ---- | -------- | ------ | ------ | ---------- | ---- |
| 当   | 簗和生   | 42   | 自由民主党 | 前   | 82,398票 | 67.42% | ――     | 公明党推薦 | ○    |
|      | 伊賀央   | 57   | 立憲民主党 | 新   | 39,826票 | 32.58% | 48.33% |            | ○    |

時の内閣：第3次安倍第3次改造内閣 解散日：2017年9月28日 公示日：2017年10月10日
当日有権者数：24万6268人 最終投票率：53.66%（前回比：0.93%） （全国投票率：53.68%（1.02%））
| 当落 | 候補者名   | 年齢 | 所属党派   | 新旧 | 得票数   | 得票率 | 惜敗率 | 推薦・支持 | 重複 |
| ---- | ---------- | ---- | ---------- | ---- | -------- | ------ | ------ | ---------- | ---- |
| 当   | 簗和生     | 38   | 自由民主党 | 前   | 74,371票 | 57.77% | ――     | 公明党推薦 | ○    |
|      | 渡辺美由紀 | 58   | 希望の党   | 新   | 42,820票 | 33.26% | 57.58% |            | ○    |
|      | 槙昌三     | 74   | 日本共産党 | 新   | 9,990票  | 7.76%  | 13.43% |            |      |
|      | 石渡剛     | 48   | 幸福実現党 | 新   | 1,561票  | 1.21%  | 2.10%  |            |      |

時の内閣：第2次安倍改造内閣 解散日：2014年11月21日 公示日：2014年12月2日
当日有権者数：24万4477人 最終投票率：54.59%（前回比：3.55%） （全国投票率：52.66%（6.66%））
| 当落 | 候補者名 | 年齢 | 所属党派   | 新旧 | 得票数   | 得票率 | 惜敗率 | 推薦・支持 | 重複 |
| ---- | -------- | ---- | ---------- | ---- | -------- | ------ | ------ | ---------- | ---- |
| 当   | 簗和生   | 35   | 自由民主党 | 前   | 62,814票 | 48.74% | ――     | 公明党推薦 | ○    |
|      | 渡辺喜美 | 62   | 無所属     | 前   | 51,617票 | 40.05% | 82.17% |            | ×    |
|      | 秋山幸子 | 63   | 日本共産党 | 新   | 14,438票 | 11.20% | 22.99% |            |      |

- 渡辺はその後、第24回参議院議員通常選挙におおさか維新の会公認で比例区より立候補し当選。

時の内閣：野田第3次改造内閣 解散日：2012年11月16日 公示日：2012年12月4日
当日有権者数：24万6508人 最終投票率：58.14%（前回比：6.59%） （全国投票率：59.32%（9.96%））
| 当落 | 候補者名 | 年齢 | 所属党派   | 新旧 | 得票数   | 得票率 | 惜敗率 | 推薦・支持 | 重複 |
| ---- | -------- | ---- | ---------- | ---- | -------- | ------ | ------ | ---------- | ---- |
| 当   | 渡辺喜美 | 60   | みんなの党 | 前   | 84,023票 | 60.26% | ――     |            |      |
| 比当 | 簗和生   | 33   | 自由民主党 | 新   | 48,912票 | 35.08% | 58.21% | 公明党推薦 | ○    |
|      | 秋山幸子 | 61   | 日本共産党 | 新   | 6,509票  | 4.67%  | 7.75%  |            |      |

時の内閣：麻生内閣 解散日：2009年7月21日 公示日：2009年8月18日
当日有権者数：24万7194人 最終投票率：64.73%（前回比：0.08%） （全国投票率：69.28%（1.77%））
| 当落 | 候補者名 | 年齢 | 所属党派   | 新旧 | 得票数    | 得票率 | 惜敗率 | 推薦・支持 | 重複 |
| ---- | -------- | ---- | ---------- | ---- | --------- | ------ | ------ | ---------- | ---- |
| 当   | 渡辺喜美 | 57   | みんなの党 | 前   | 142,482票 | 95.30% | ――     |            | ○    |
|      | 斎藤克巳 | 53   | 幸福実現党 | 新   | 7,024票   | 4.70%  | 4.93%  |            |      |

- 渡辺の得票率95.3%（白票・無効票を除く）は小選挙区制開始以来の最高記録。

時の内閣：第2次小泉改造内閣 解散日：2005年8月8日 公示日：2005年8月30日
当日有権者数：24万4983人 最終投票率：64.81%（前回比：6.79%） （全国投票率：67.51%（7.65%））
| 当落 | 候補者名   | 年齢 | 所属党派   | 新旧 | 得票数   | 得票率 | 惜敗率 | 推薦・支持 | 重複 |
| ---- | ---------- | ---- | ---------- | ---- | -------- | ------ | ------ | ---------- | ---- |
| 当   | 渡辺喜美   | 53   | 自由民主党 | 前   | 98,889票 | 63.99% | ――     |            | ○    |
|      | 小林隆     | 42   | 民主党     | 新   | 41,776票 | 27.03% | 42.25% |            | ○    |
|      | 山口睦子   | 58   | 社会民主党 | 新   | 6,346票  | 4.11%  | 6.42%  |            | ○    |
|      | 槙昌三     | 61   | 日本共産党 | 新   | 5,905票  | 3.82%  | 5.97%  |            |      |
|      | 斎藤寿々夢 | 62   | 無所属     | 新   | 1,618票  | 1.05%  | 1.64%  |            | ×    |

時の内閣：第1次小泉第2次改造内閣 解散日：2003年10月10日 公示日：2003年10月28日
当日有権者数：24万2502人 最終投票率：58.02%（前回比：2.74%） （全国投票率：59.86%（2.63%））
| 当落 | 候補者名 | 年齢 | 所属党派   | 新旧 | 得票数    | 得票率 | 惜敗率 | 推薦・支持 | 重複 |
| ---- | -------- | ---- | ---------- | ---- | --------- | ------ | ------ | ---------- | ---- |
| 当   | 渡辺喜美 | 51   | 自由民主党 | 前   | 100,539票 | 74.90% | ――     |            |      |
|      | 槙昌三   | 60   | 日本共産党 | 新   | 24,513票  | 18.26% | 24.38% |            |      |
|      | 松永昌樹 | 62   | 社会民主党 | 新   | 9,186票   | 6.84%  | 9.14%  |            | ○    |

時の内閣：第1次森内閣 解散日：2000年6月2日 公示日：2000年6月13日
当日有権者数：23万7021人 最終投票率：60.76%（前回比：9.19%） （全国投票率：62.49%（2.84%））
| 当落 | 候補者名 | 年齢 | 所属党派   | 新旧 | 得票数    | 得票率 | 惜敗率 | 推薦・支持 | 重複 |
| ---- | -------- | ---- | ---------- | ---- | --------- | ------ | ------ | ---------- | ---- |
| 当   | 渡辺喜美 | 48   | 自由民主党 | 前   | 112,358票 | 83.38% | ――     |            | ○    |
|      | 槙昌三   | 56   | 日本共産党 | 新   | 22,392票  | 16.62% | 19.93% |            |      |

時の内閣：第1次橋本内閣 解散日：1996年9月27日 公示日：1996年10月8日 最終投票率：51.57% （全国投票率：59.65%（8.11%））
| 当落 | 候補者名 | 年齢 | 所属党派   | 新旧 | 得票数   | 得票率 | 惜敗率 | 推薦・支持 | 重複 |
| ---- | -------- | ---- | ---------- | ---- | -------- | ------ | ------ | ---------- | ---- |
| 当   | 渡辺喜美 | 44   | 自由民主党 | 新   | 90,082票 | 83.51% | ――     |            | ○    |
|      | 槙昌三   | 53   | 日本共産党 | 新   | 17,790票 | 16.49% | 19.75% |            |      |